# Omahksoyisksiksina
Omahksoyisksiksina (Omachk-soyis-ksiksinai), Velika vodena zmija je podvodna rogata zmija kod Blackfoot Indijanaca, uobičajena u legendama većine plemena Algonquian. "Velika vodena zmija" je doslovni prijevod njenog Blackfootskog imena, Omahksoyisksiksina. To su opasna su stvorenja i ljudožderi, poznata po tome što vrebaju u jezerima i rijekama i napadaju neoprezne putnike. Njihovi zakleti neprijatelji su gromovite ptice, koje ih mogu ubiti gromovima. Unatoč njihovom zastrašujućem izgledu i smrtonosnom ponašanju prema ljudima, Velike vodene zmije su cijenjena duhovna bića, a Blackfooti su ponekad koristili zaštitne dizajne vodenih zmija na svetim predmetima kao što su navlake za tipije, vrećice za lule i vrećice za lijekove.